# Ruuponsaari (ö i Viitasaari, Ylä-Keitele)
Ruuponsaari är en ö i norra delen av sjön Keitele i Finland.   Den ligger i kommunen Viitasaari  i den ekonomiska regionen  Saarijärvi-Viitasaari och landskapet Mellersta Finland, i den centrala delen av landet, 300 km norr om huvudstaden Helsingfors.